# Aldo Oviglio
Aldo Oviglio (né le 7 décembre 1873 à Rimini et mort le 19 août 1942 à Bologne) est un homme politique italien qui fut le premier ministre de la justice de Mussolini. Il réorganisa notamment l'institution de la Cour de cassation et fit voter une amnistie des membres des forces fascistes.

## Biographie
Aldo Oviglio est né à Rimini en 1873, licencié en droit à l'université de Bologne, il entama une carrière comme avocat. Membre du parti nationaliste, il fut élu conseiller communal (it) (1905-1910), puis conseiller provincial (1910-1913) de Bologne; il fut même, quelque temps, président du conseil provincial.
Membre du Parti national fasciste (PNF), il fut élu député lors des élections de 1921 et devint ministre de la Justice et des cultes du gouvernement de Mussolini. En 1924, il fut élu à la Chambre des députés, mais en raison de l'enlèvement et du meurtre du député socialiste Giacomo Matteotti par un groupe de choc fasciste (squadristi) en 1924, il s'opposa au Duce et dut démissionner.
Il se rapprocha néanmoins par la suite de Benito Mussolini et de son régime fasciste, si bien que le 24 janvier 1929 il fut nommé sénateur du Royaume. Il occupa son siège parlementaire jusqu'à sa mort dans sa 69e année en 1942.
Il était franc-maçon, initié en 1919 dans la loge « ça Ira » de Bologne et affilié en 1914 à la loge Otto Agosto, aussi de Bologne, pendant la dictature il défendit les loges et les frères des violences fascistes.

## Décorations
- Grand officier de l'ordre de la Couronne d'Italie - 17 décembre 1922
- Chevalier grand-croix de l'ordre de la Couronne d'Italie - 30 décembre 1923
- Grand officier de l'ordre des Saints-Maurice-et-Lazare - 7 juin 1923

## Source de traduction
- (it) Cet article est partiellement ou en totalité issu de l’article de Wikipédia en italien intitulé « Aldo Oviglio » (voir la liste des auteurs).